# Galerie d'art d'Australie-Méridionale
La galerie d'art d'Australie-Méridionale, en anglais : Art Gallery of South Australia, abrégé AGSA, situé à Adélaïde en Australie, est le plus ancien musée d'Australie-Méridionale. Il est connu pour abriter la deuxième plus grande collection d'œuvres d'art en Australie après celle du Victoria.

## Historique
Le musée a été fondé en 1881, et est situé à son emplacement actuel depuis 1900. À la suite des rénovations et d'une extension des bâtiments ouverte en 1996, le musée a ajouté un espace contemporain, sans compromettre l'intérieur de l'époque victorienne.
Il était connu comme la National Gallery of South Australia jusqu'en 1967, date à laquelle fut adopté le nom actuel.

## Collections
Avec une collection de plus de 35 000 œuvres d'art et plus de 510 000 visiteurs par an, le musée est réputé pour ses grandes collections d'art australien (notamment d'Aborigènes d'Australie et d'art colonial), d'art européen et asiatique ainsi que pour sa capacité à innover en matière d'expositions. Situé à proximité de la Bibliothèque d'État, du musée d'Australie-Méridionale et de l'université d'Adélaïde, il fait partie du boulevard de la culture.

### Quelques artistes modernes et contemporains dans les collections
- James Angus
- Rupert Bunny
- Jan Meyer
- Keith Milow
- Gabriella Possum Nungurrayi
- Hilda Rix Nicholas
- Stanley Spencer